# Gardnerodoxa
Gardnerodoxa é um género botânico pertencente à família Bignoniaceae.

## Espécie
Gardnerodoxa mirabilis

## Nome e referências
Gardnerodoxa Sandwith